# Pierogi
I pierogi ([pjɛˈrɔɡʲi]) sono una tipologia di pasta ripiena tipica della cucina polacca somigliante ai ravioli. 
Tale preparazione è diffusa anche in altre cucine dell'Europa centrale, orientale e sudorientale, ad esempio in Slovacchia, dove vengono chiamati pirohy, Bielorussia, Lituania e Russia, in Ucraina, dove sono chiamati varenyki, ed anche nella zona della Bucovina, in Romania, ed in Moldavia dove prendono il nome di colțunași. È un piatto tipico che, a seconda delle tradizioni regionali, offre una grande varietà di sapori e modi di servire.
Il ripieno dei pierogi può essere costituito da vari ingredienti: ne esistono infatti sia varietà salate che dolci. Le varietà salate sono tradizionalmente servite con pancetta affumicata, lardo e/o cipolla saltata in padella; in Russia sono spesso serviti con condimento di panna acida (smetàna in russo e ucraino śmietana in polacco, smântână in rumeno). 
La versione dolce, dal ripieno di frutta, è spesso accompagnata da salse pasticcere o pangrattato mescolato nel burro. Questi ultimi non vanno confusi con i varenyki.
I più comuni metodi di cottura sono la bollitura e la frittura.
Esistono altre varianti: pierogi z kapustą i grzybami (con ripieno di crauti e funghi), pierogi ruskie (con ripieno di patate e formaggio fresco twaróg, ossia il quark), bryndzové pirohy (ripieni di formaggio bryndza).

## Origine
Le origini dei pierogi sono controverse. Alcune leggende sostengono che questo piatto sia stato importato dalle spedizioni di Marco Polo in Cina. Altre narrazioni invece tramandano che i pierogi vennero portati in Polonia da San Giacinto di Polonia, da Kiev (Ucraina).

## Storia

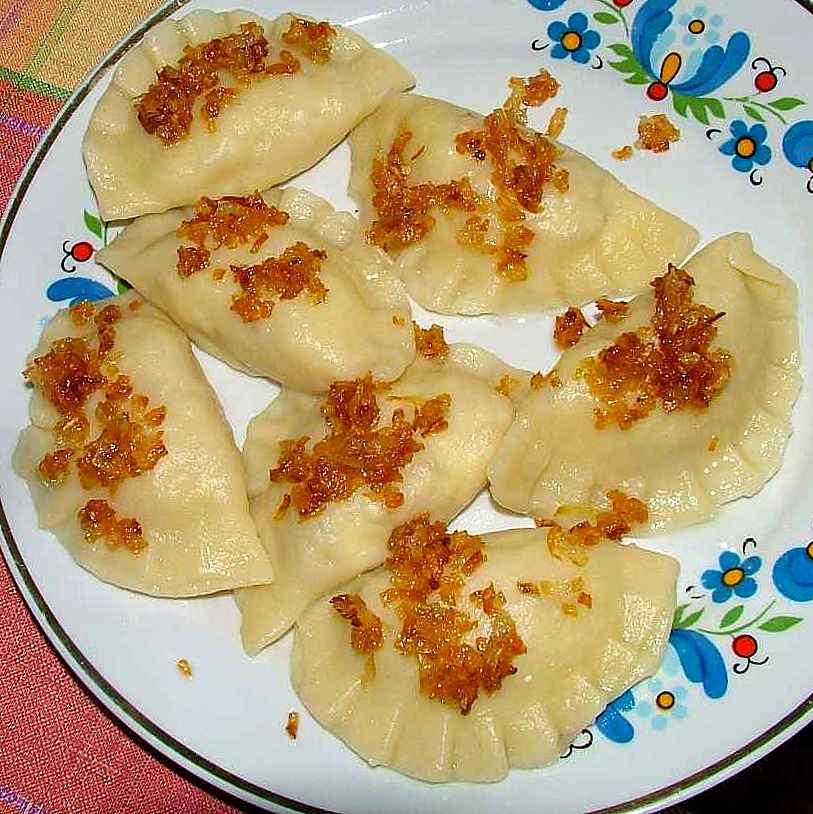
I pierogi con cipolla fritta

Le origini della pietanza risalgono all'era medievale. Già nel XIII secolo i pierogi erano quotidianamente presenti sulle tavole delle corti polacche ed in versione più povera erano i pasti dei sudditi. Oggi sono parte indispensabile della cucina tipica polacca e non mancano durante le festività natalizie. In tale occasione la pietanza viene preparata senza carne; in particolare durante il cenone della vigilia di Natale i pierogi vengono serviti come una delle dodici pietanze previste dalla tradizione.

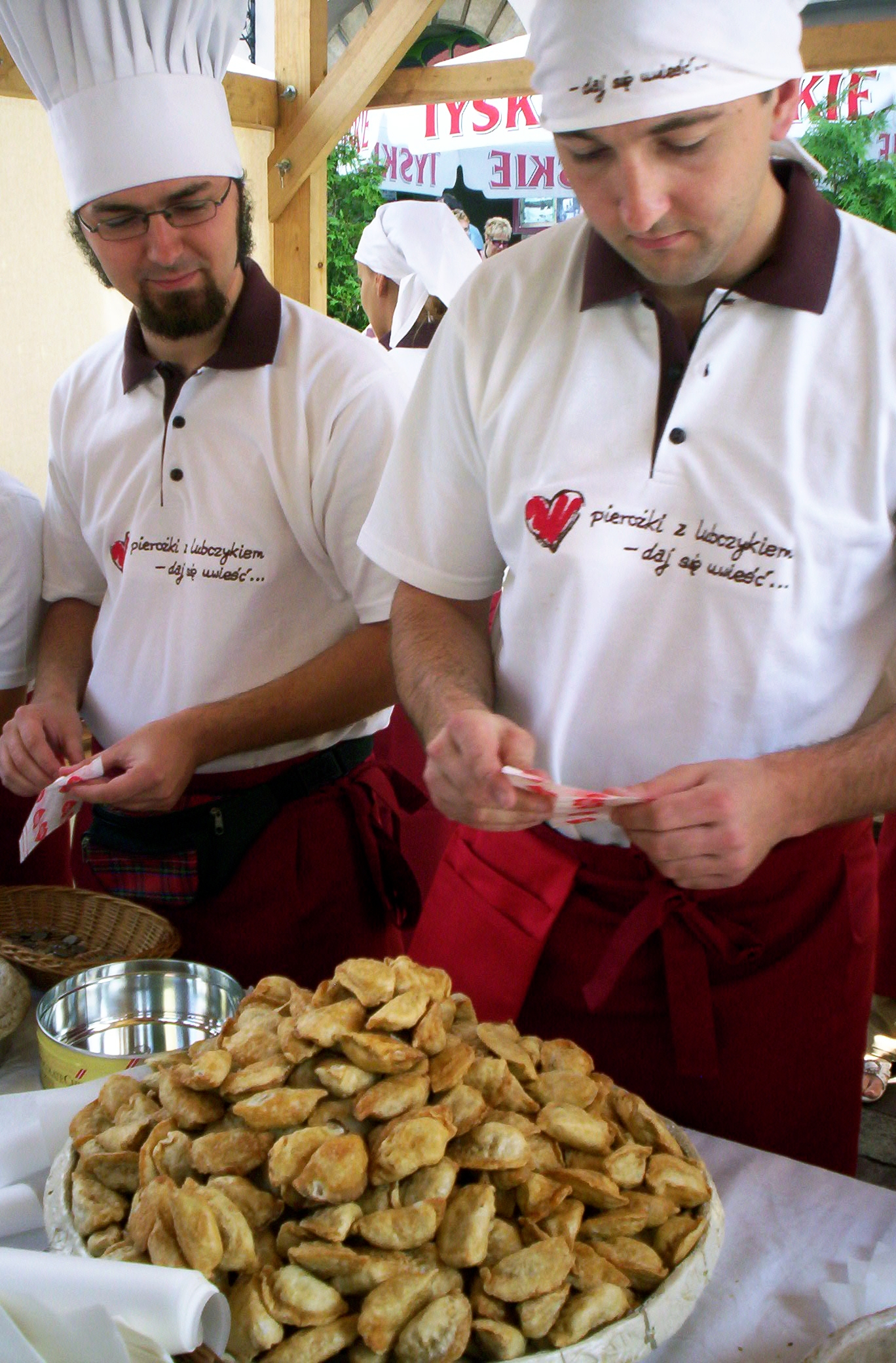
Festival dei pierogi a Cracovia